# Drosophila limpiensis
Drosophila limpiensis este o specie de muște din genul Drosophila, familia Drosophilidae, descrisă de Mainland în anul 1941. Conform Catalogue of Life specia Drosophila limpiensis nu are subspecii cunoscute.